# Ламамра, Рамтан
Рамта́н Лама́мра (араб. رمطان لعمامرة‎; род. 15 июня 1952, Амизур, Алжир) — алжирский государственный деятель и дипломат, министр иностранных дел в 2013–2017, 2019 и с 2021 по 2023 год.

## Биография
Поступил на дипломатический факультет Национальной школы управления (ENA) в Алжире, которую окончил с отличием, затем окончил Национальную школу администрации во Франции. В 1975, в возрасте 23 лет прошёл стажировку в посольстве Алжира в России. Работает в системе МИД с 1976, когда начал работу в пресс-службе президента Абдель Азиза Бутефлики.
С 1980 работал в департаменте информации, в 1986–1989 директор по печати и информации МИД. В 1989–1991 посол в Эфиопии и Джибути, а также, одновременно, при Организации африканского единства (ОАЕ) и Экономической комиссии для Африки (ЭКА). С 1992 по 1993 – председатель Совета управляющих Международного агентства по атомной энергии (МАГАТЭ) и, одновременно, посол Алжира в Австрии. В 1993 назначен постоянным представителем Алжира при ООН, в 1996–1999 – посол в США.
Как специалист по Африке, участвовал в нескольких посреднических операциях, в частности, в кризисе между Мали и Буркина-Фасо в 1985, в западносахарском конфликте, и в пограничном споре между Чадом и Ливией.
В 2003–2007 был посланником ООН в Либерии, одновременно в 2004–2005 был послом в Португалии, затем, до июля 2007, генеральным секретарём МИД.
28 апреля 2008 – 11 сентября 2013 – избранный председатель Комиссии Африканского совета мира и безопасности (при голосовании получил 31 голос из 48). 11 сентября 2013 назначен министром иностранных дел Алжира. С 16 сентября 2017 член Высшего консультативного комитета ООН по международному посредничеству, с 5 октября 2017 Верховный представитель по прекращению огня в Африке при Африканском союзе.
14 февраля – 11 марта 2019 был государственным министром и дипломатическим советником президента Республики. 11 марта 2019, после волны уличных протестов в Алжире, был назначен заместителем премьер-министра Нуреддина Бедуи и вторично министром иностранных дел, однако уже 31 марта заменён Сабри Букадумом.
7 марта 2020 Генеральным секретарём ООН Антониу Гутерришем был назначен на должность посланника и главы миссии ООН в Ливии, однако 16 апреля 2020 отказался от назначения, указав на отсутствие консенсуса в Совете Безопасности ООН по решению ливийского кризиса (США, Египет, Объединённые Арабские Эмираты и Марокко выступили против его кандидатуры).
С 1 июля 2018 член Совета директоров общественной организации «Международная кризисная группа» (МКГ). 23 апреля 2020 был назначен в Совет директоров Стокгольмского институт исследования проблем мира (SIPRI).
7 июля 2021 в третий раз назначен министром иностранных дел. С ноября 2021 представляет Алжир на международной конференции по Ливии, проходящей в Париже.
В начале октября 2021 призвал Францию «деколонизировать» свою историю, заявив, что «Им нужно освободиться от определенных взглядов, определенного поведения, которые неразрывно связаны с непоследовательной логикой, движимой заявленной миссией Запада по установлению цивилизации».
С ноября 2023 года личный посланник Генерального секретаря ООН в Судане.